# Dicranomyia (Sivalimnobia) bicolor
Dicranomyia (Sivalimnobia) bicolor is een tweevleugelige uit de familie steltmuggen (Limoniidae). De soort komt voor in het Oriëntaals gebied.